# 克萊默 (加利福尼亞州)
克萊默（英語：Kramer）是位於美國加利福尼亞州聖貝納迪諾縣的一個非建制地區。該地的面積和人口皆未知。

## 地理
克萊默的座標為34°59′40″N 117°35′09″W / 34.99444°N 117.58583°W，而該地的平均海拔高度為761米（即2497英尺）。